# Безруки (Харківський район)
Бе́зруки — село в Україні, у Дергачівській міській громаді Харківського району Харківської області. Населення становить 2463 осіб. До 2020 року орган місцевого самоврядування — Безруківська сільська рада.

## Географія
Село Безруки знаходиться на річці Лопань в Балці Мендалька. Русло річки дуже звивисте і вздовж нього проведено багато іригаційних каналів, вище за течією на відстані 1 км розташоване село Солоний Яр та смт Слатине, нижче за течією примикає до сіл Шовкопляси і Ємці, на відстані 2 км розташоване село Лещенки.
Поруч із селом проходить залізниця, найближча залізнична станція Безруківка, до села примикає невеликий лісовий масив (дуб).

## Населення
Згідно з переписом УРСР 1989 року чисельність наявного населення села становила 2679 осіб, з яких 1246 чоловіків та 1433 жінки.
За переписом населення України 2001 року в селі мешкали 2463 особи.
Мова
Розподіл населення за рідною мовою за даними перепису 2001 року:
| Мова       | Відсоток |
| ---------- | -------- |
| українська | 84,13 %  |
| російська  | 15,67 %  |
| білоруська | 0,08 %   |
| вірменська | 0,04 %   |

## Назва
Під назвою хутір Шептухін, Деркачівської волості, Харківського повіту, Харківської губернії село згадується у сорок шостому (XLVI) випуску «Списку населених місць Харківської губернії за відомостями 1864 року», виданому у Санкт-Петербурзі у 1869 році. Також у цьому ж довіднику подається інформація, що у поселенні тоді було 12 домоволодінь, в яких мешкало 58 осіб, з яких: 27 осіб чоловічої статі та 31 особа — жіночої.

## Історія

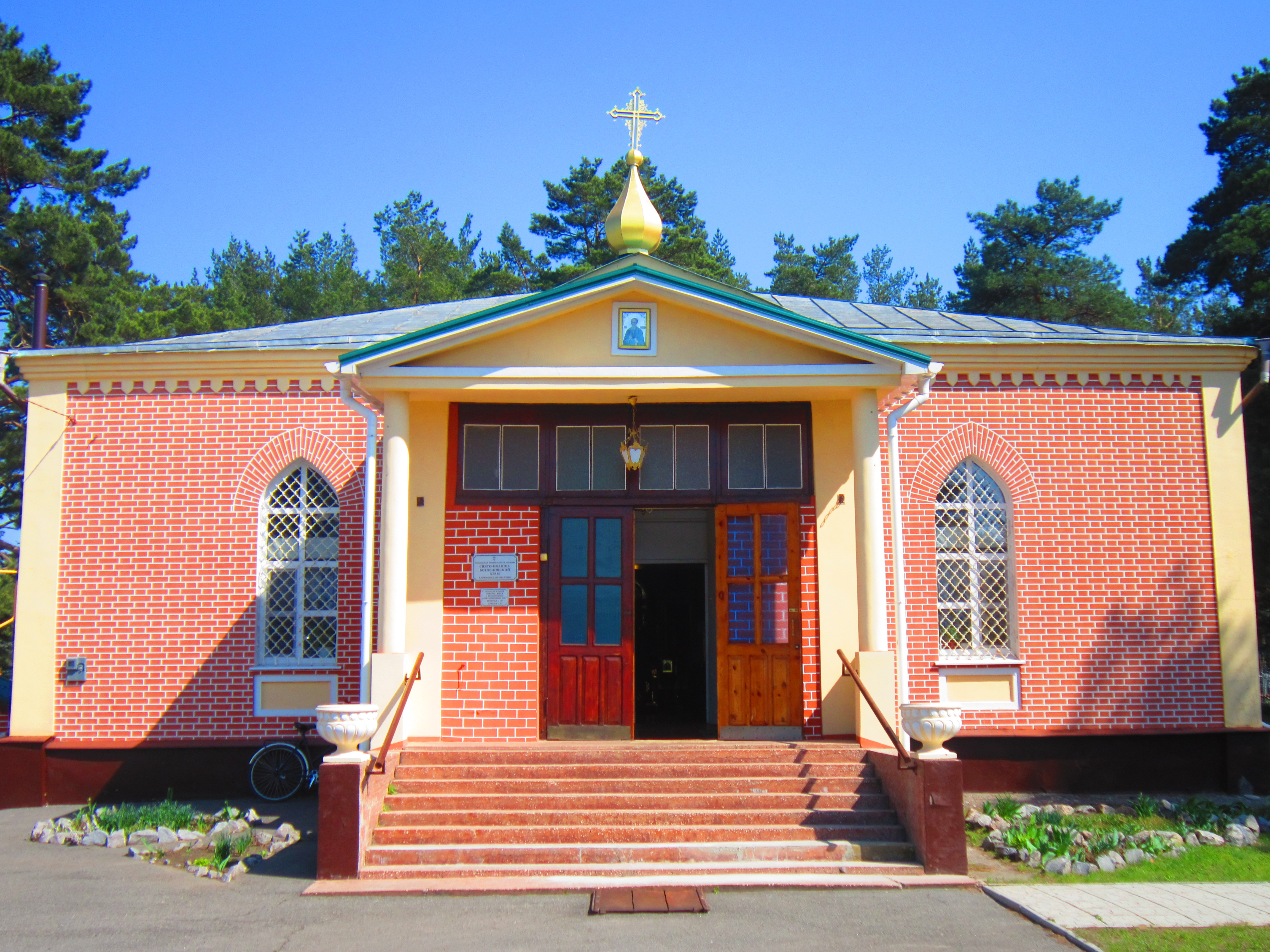
Нова будівля храму

У 1898 році стараннями парафіян побудований дерев'яний, однопрестольний Іоанно-Богословський храм. 200 рублів сріблом пожертвував поміщик Яків Білокопитов з села Карасівка, а кошти на внутрішнє оздоблення і начиння — архієпископ Амвросій Ключар. За словами старожилів, будівельний матеріал для храму був придбаний в селі Черкаська Лозова, з розібраного маєтку роду Основ'яненків. Пізніше, коли в Харкові розбирали Миколаївську церкву, було придбано цеглу, якою і було зовні обкладено храм. Будівництво тривало 20 років. Керував будівництвом будівельний комітет, який очолював мешканець села Бережний Василь Іванович. Храм побудовано у архітектурному стилі еклектика. Еклектика (еклектизм, історизм) в архітектурі — напрямок в архітектурі, що домінувала в Європі і Росії в 1830—1890 роках.
При побудові була облаштована двоярусна дерев'яна дзвіниця. Дванадцять дзвонів виготовлені на заводі братів Рижових. Великий дзвін важив 200 пудів, другий 150 пудів. Освячено храм 28 грудня (за старим стилем) 1898 року архієпископом Амвросієм (Ключарьовим), про що було повідомлено в газеті «Губернские ведомости» № 332 від 29 грудня 1898 року.
Згідно «Довідкової книги для Харківської єпархії», виданої в 1904 році, храм мав 33 десятини орних земель. Парафіян чоловічої статі — 986, жіночої — 954. Було приміщення для церковного причту, школи грамоти. Об'єднав 14 хуторів.
У 1930 році храм був закритий, дзвіниця зруйнована. У приміщенні храму влаштовано клуб (відбулося тільки одне засідання партактиву), пізніше зерносховище і стайня.
У 1942 році (під час німецької окупації), у храмі після ремонту відновилися богослужіння.
Село постраждало внаслідок геноциду українського народу, проведеного урядом СРСР у 1932—1933 роках, кількість встановлених жертв — 80 осіб.
12 червня 2020 року, розпорядженням Кабінету Міністрів України № 725-р «Про визначення адміністративних центрів та затвердження територій територіальних громад Харківської області», увійшло до складу Дергачівської міської громади.
19 липня 2020 року, в результаті адміністративно-територіальної реформи та ліквідації Дергачівського району, село увійшло до складу Харківського району.